# Route nationale 839
Pour les articles homonymes, voir Route 839.
La route nationale 839 ou RN 839 est une ancienne route nationale française reliant Verneuil-sur-Avre (Eure) à Angerville (Essonne).
À la suite de la réforme de 1972, elle est déclassée en RD 839 dans l'Eure, et en RD 939 en Eure-et-Loir (environ 93 km) et dans l'Essonne.

## Historique
Le classement dans le réseau des routes nationales est réalisé en deux étapes :
- L'itinéraire « Chartres-Verneuil », partie nord du tracé actuel, est classé dans le réseau des routes nationales par le décret du 22 janvier 1931[2],[Note 1] ;
- L'itinéraire « Chartres-Angerville », partie sud du tracé actuel, est classé dans le réseau des routes nationales par le décret du 19 février 1932[3].

## Tracé, départements et communes traversés

### Eure (D 839)
- Verneuil-sur-Avre

### Eure-et-Loir (D 939)
- Rueil-la-Gadelière
- Brezolles
- Maillebois
- Châteauneuf-en-Thymerais, où elle rejoint la D 928
- Thimert-Gâtelles
- Vérigny
- Dangers
- Bailleau-l'Évêque
- Mainvilliers, où elle rejoint la N 1154
- Chartres
- Gellainville
- Sours
- Francourville
- Voise
- Santeuil
- Ouarville
- Gouillons
- Baudreville

Galerie de photographies
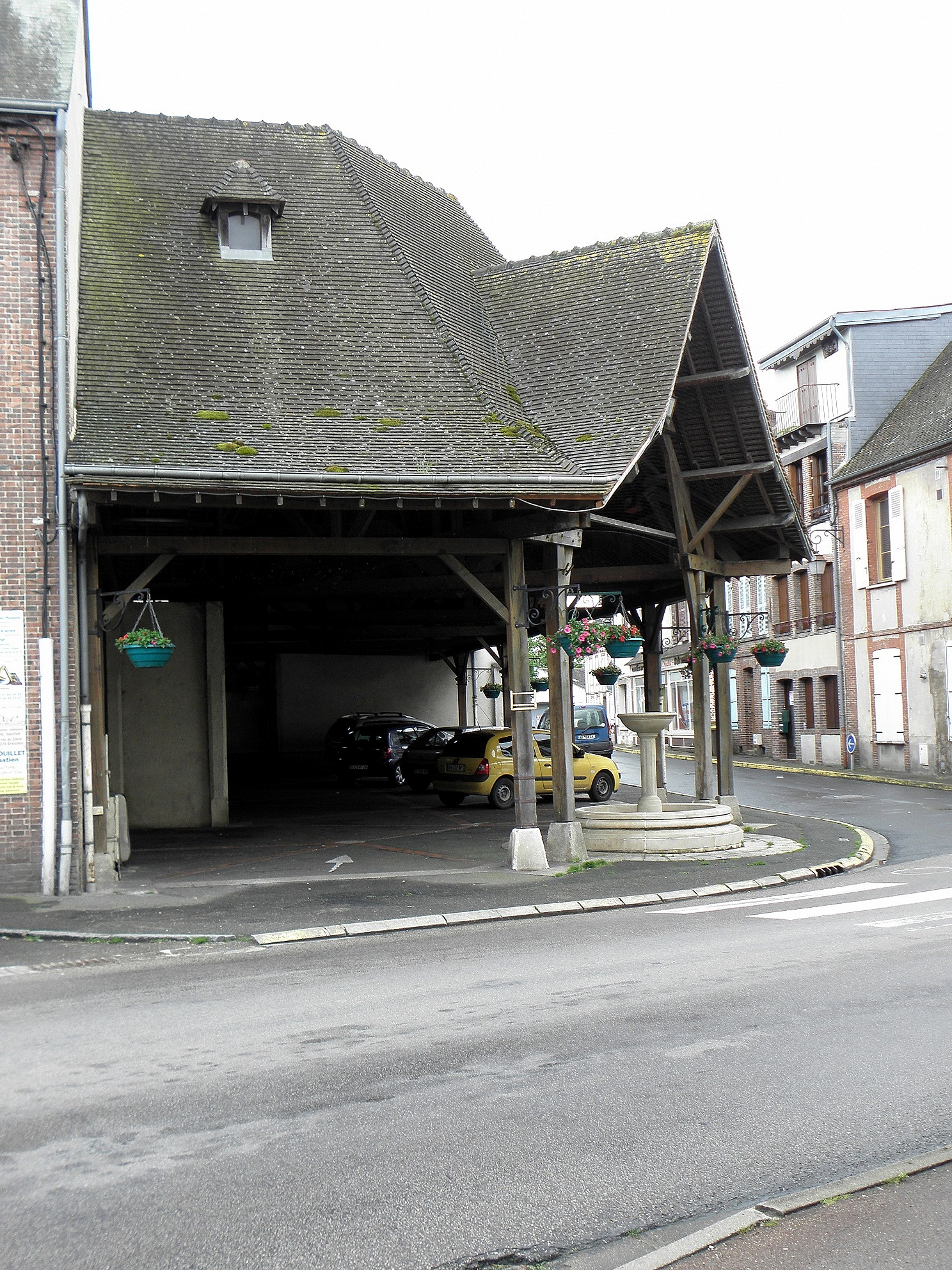
La halle de Brezolles.
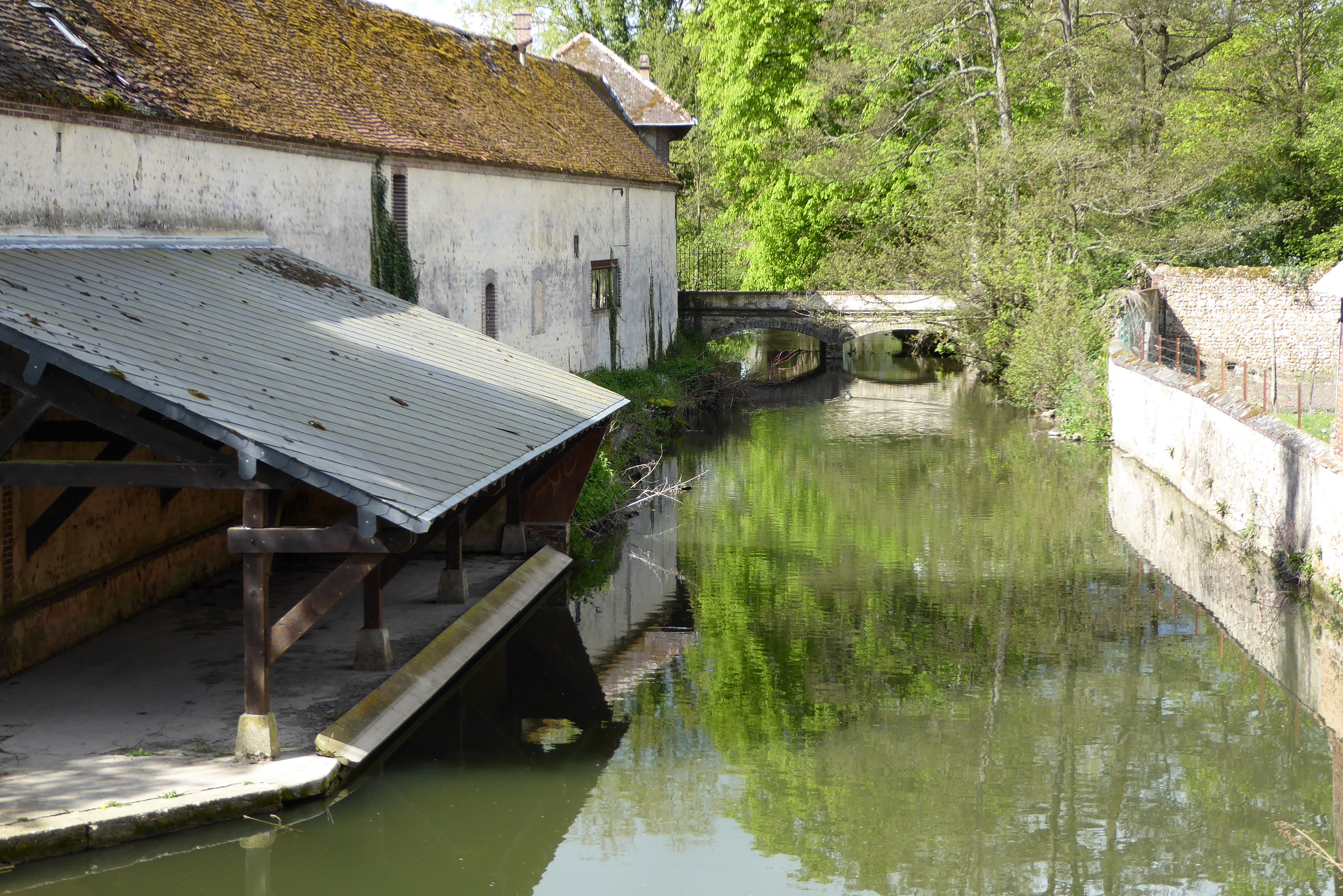
Traversée de la Blaise à Maillebois.
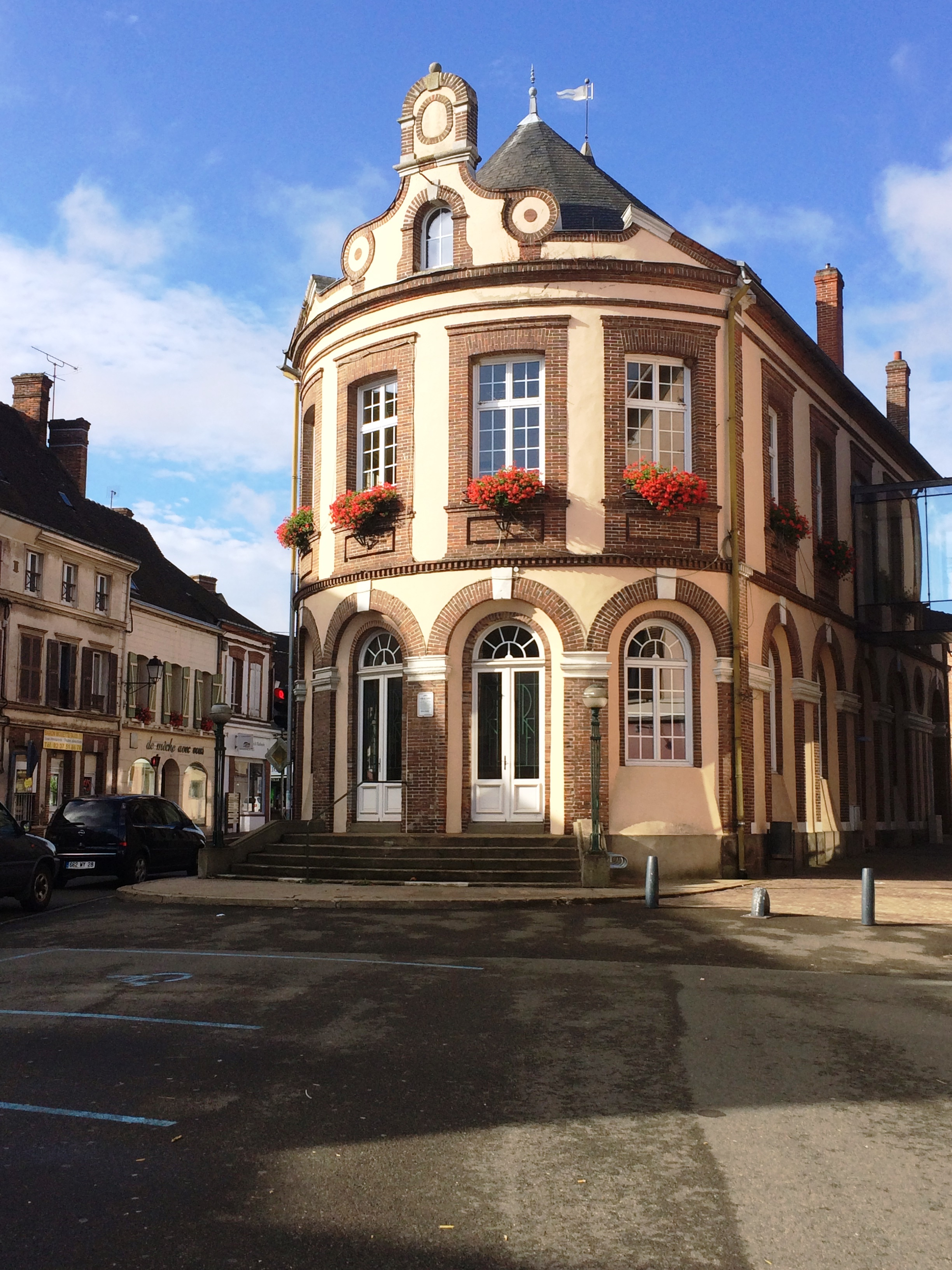
Mairie de Châteauneuf-en-Thymerais.

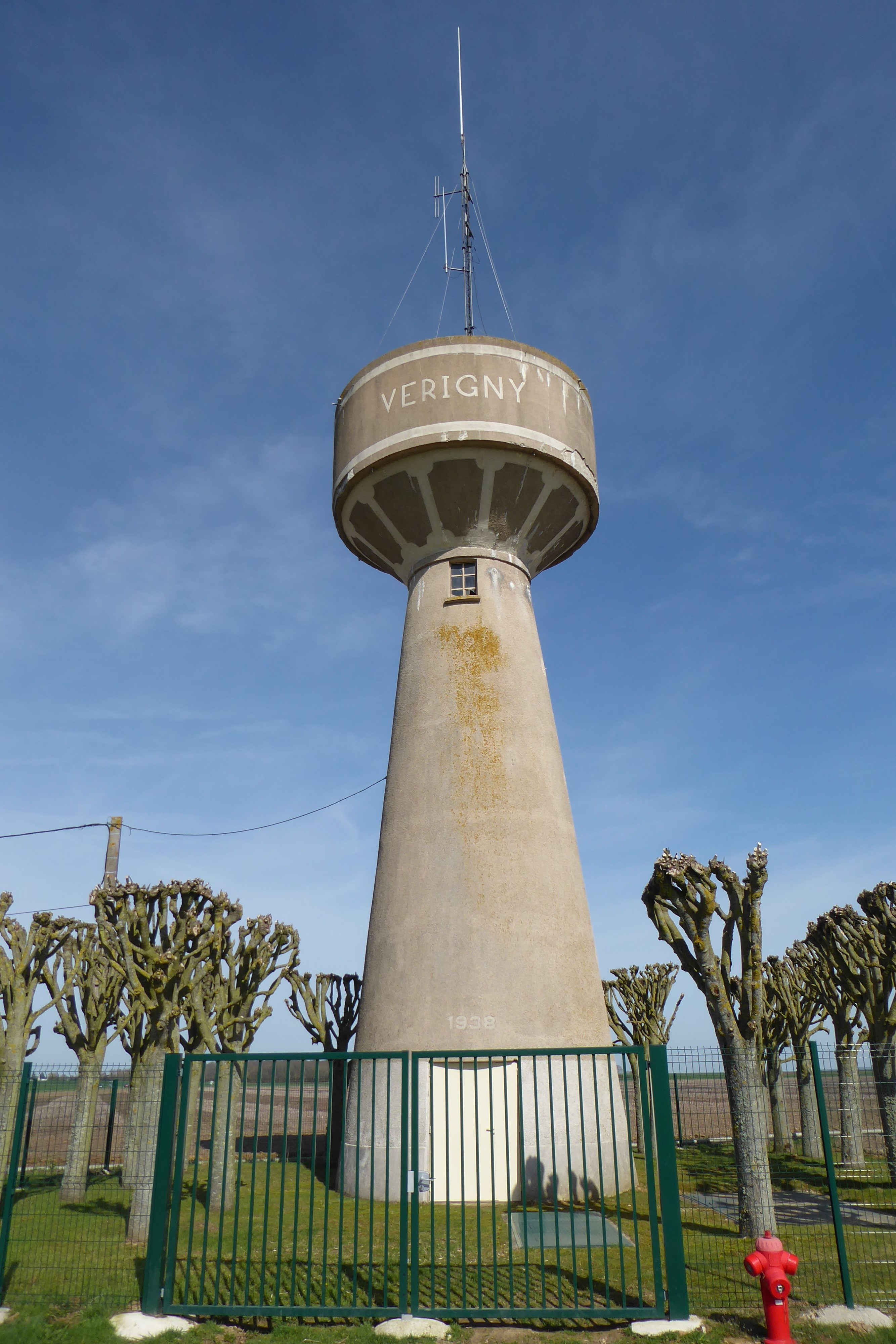
Château d'eau Mittainvilliers-Vérigny.
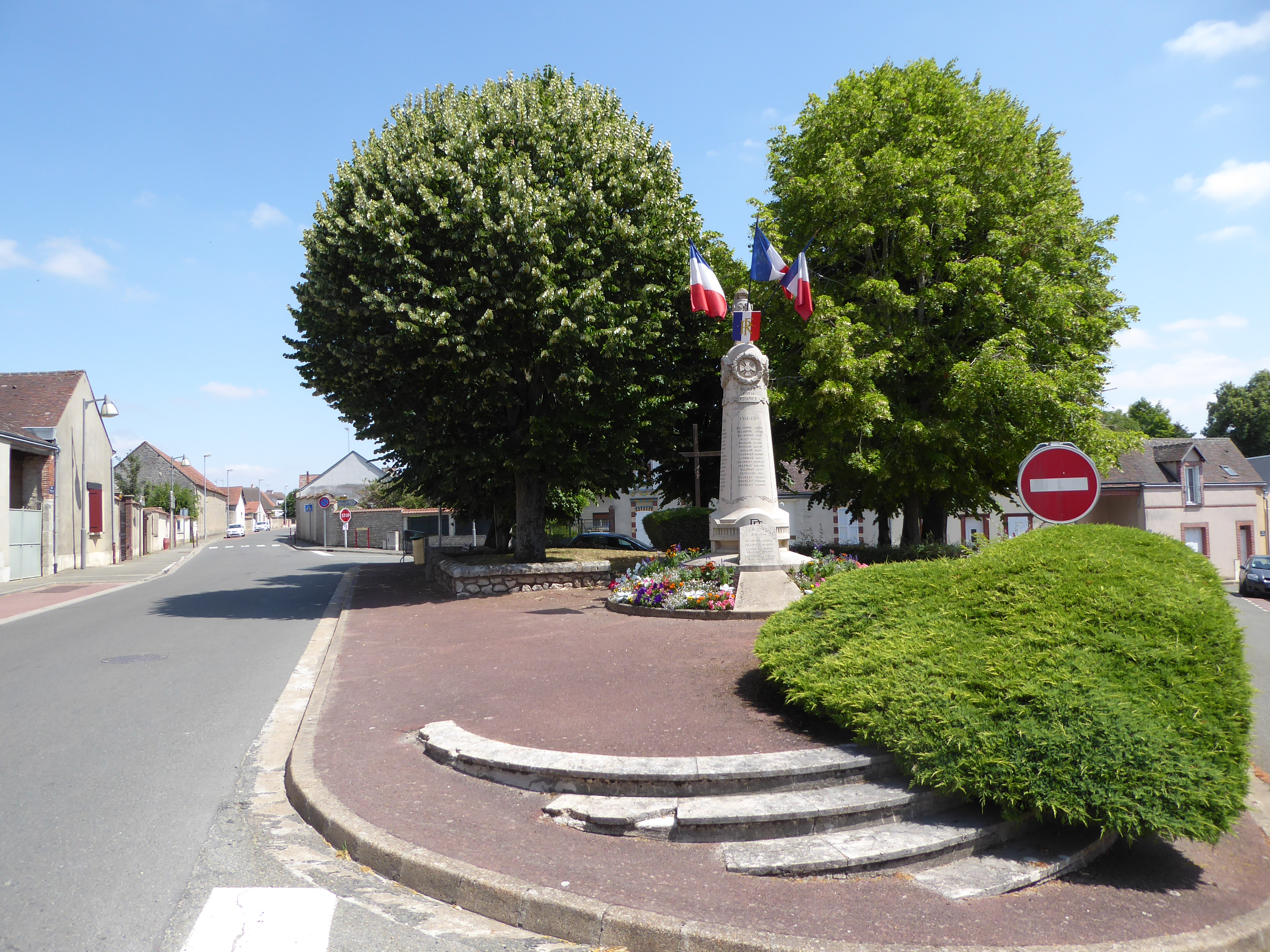
Monument aux morts de Sours.
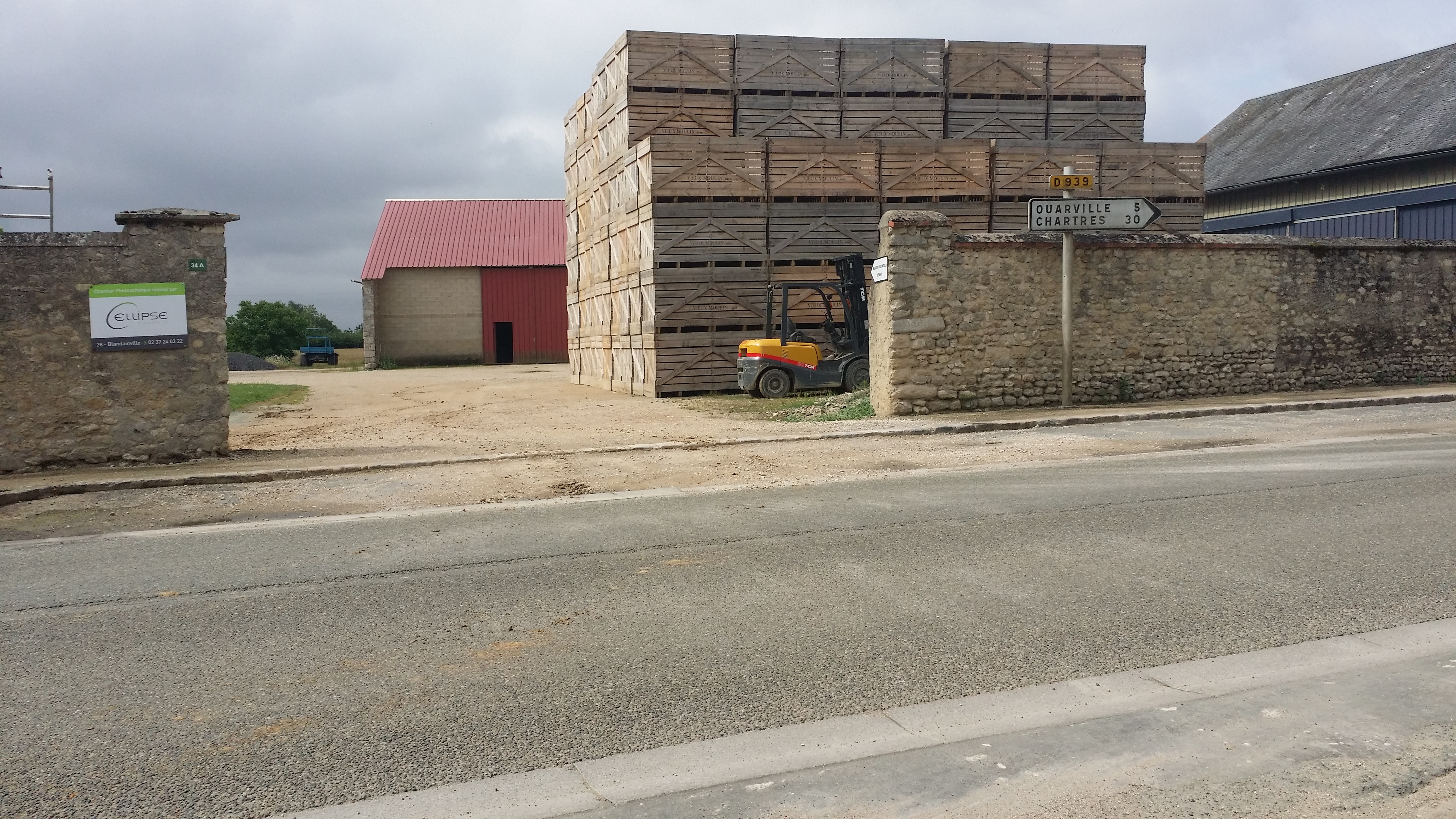
Gouillons : Ouarville 5 km, Chartres 5 km.

### Essonne (D 939)
- Angerville